# 2022年斯洛維尼亞議會選舉
2022年斯洛文尼亚议会选举于2022年4月24日举行，改选斯洛文尼亚议会全体议员。由罗伯特·戈洛布率领的自由运动击败总理亚内兹·扬沙率领的斯洛文尼亚民主党，取得议会多数席位。其次为新斯洛維尼亞－基督教民主黨、社会民主党和左翼党，其中社民党和左翼党的席位略有减少。马里安·沙雷茨名单和阿伦卡·布拉图舍克党未达到4%的选举门槛，未获得议席。
本届投票率达69%，较上两届选举略有上升（2018年为52.63%、2014年为51.71%）。

## 選舉制度
國民議會的90席中，88席由開放名單比例代表制選出，全國劃分為8個選區，每個選區有11席，在選區內各黨所得席次採用特羅普數額分配。如有剩餘席位未分配，則由全國得票率不低於4%的政黨以漢狄法分配。每張政黨名單中每個性別所佔比例不得少於35%，對於只有3位候選人的政黨名單，則須包括至少1名男性和至少1名女性。
國民議會的其餘2席由意大利族和匈牙利族少數族裔選出。

## 竞选活动
2022年2月9日，斯洛文尼亚博鲁特·帕霍尔签署法令，宣布在同年4月24日举行选举。他表示会根据议会的组成提名新任总理，提名人至少要获得议会团体领袖的46个签名。同日，总理亚内兹·扬沙2019冠状病毒病检测结果呈阳性。
欧洲人权法院就“罗马尼亚共产党组织和登记委员会诉罗马尼亚政府案”作出裁决，支持罗马尼亚政府拒绝对与前共产主义政权保持联系的政党注册后，维利·科瓦契奇要求斯洛文尼亚宪法法庭判断左翼党的项目、左翼党和社会民主党的行动是否违宪，其中社会民主党的前身是斯洛文尼亚共产主义者联盟。结果宪法法庭驳回了维利·科瓦契奇的请求。
亚历山德拉·皮韦茨递交了1500人的签名，支持我们的国家党的候选名单。她表示斯洛維尼亞退休者民主黨议员伊万·赫尔沙克和布兰科·西蒙诺维奇（Branko Simonovič）已经加入她的政党。退休者民主党和自由民主人党决定组成联合名单参选。在采访中，前党魁卡尔·埃里亚韦茨承认退休者民主党是一个失败的政党，在选举中和自由民主人党走得太近不会有正面效果，批评退休者党议员和伊戈尔·佐尔契奇不支持向有望成为总理的埃里亚韦茨发动的不信任案。他表示自己可能会重返政坛，但不会通过退休者党重返。他称已收到其他政党的邀约。自由民主党授权党主席伊戈尔·佐尔契奇与退休者党及斯洛文尼亚自由民主党组成联合名单。随后自由民主党宣布不参选，退休者党则不希望和其他政党组成更大的政治联盟，因而拒绝自由民主人党的提议。自由民主人党党魁伊戈尔·佐尔契奇表示会跳过议会选举，把重心放在同年晚些时候举行的总统大选及地方选举。退休者党拒绝与自由民主党人党的联合名单，宣布自行参选。

斯洛文尼亚防止贪污委员会表示未发现总理亚内兹·扬沙假期期间与商界的接触存在任何违法行为，停止了调查。关于2019冠状病毒病防护装备采购的首阶段调查结束后，防止贪污委员会发现经济部长兹德拉夫科·波契瓦尔舍克有不当行为。波契瓦尔舍克表示不会辞职，认为防止贪污委员会的观点只能代表他们自己。罗伯特·戈洛布因在国营企业GEN-I担任首席执行官时薪资不菲，被控违反规定国有企业管理部门薪资的《拉赫科夫尼克法》（Lahkovnik），正接受警方调查 。
前现代中心党党员、现任议长伊戈尔·佐尔契奇成立新党自由民主人党。前总理亚内兹·德尔诺夫舍克政府经济部长、GEN-I公司首席执行官当选绿色行动党主席，将党名改为自由运动党。依照双方共同决定，佐尔契奇宣布不会和自由运动党结成政治联盟。传闻自由运动党领袖戈洛布只让佐尔契奇一个人加入他们党的候选名单，所以不是联合名单。吹哨人伊万·加莱成为我们的未来党党主席，欧盟委员会委员维奥莱塔·布尔茨当选副主席。新国家党的斯米连·梅基察尔（Smiljan Mekicar）宣布和伊万·加莱的我们的未来党及其他党派名单组成一个联合名单 。
公共广播机构斯洛文尼亚广播电视台拒绝自由运动党要求把他们认定为议会党的请求。电视台将亚历山德拉·皮韦茨的我们的国家党认定为议会政党，因为他们可以与其他议会政党参与选举辩论。电视台将我们的国家党认定为退休者党的继任者，因为亚历山德拉·皮韦茨曾是退休党的当选主席，后来辞职组我们的国家党，后者有退休者民主党的议员加入。电视台认为，情况和2014年选举前的阿伦卡·布拉图舍克联盟一样，当时阿伦卡·布拉图舍克当选为积极的斯洛文尼亚党的党主席，之后辞职组党，吸收了积极党的成员，让布拉图舍克联盟获得议会第位。最终自由运动党赢得诉电视台政治歧视的官司，获得议会地位。

## 選舉結果
根据选举委员会数据，本届选举投票率达69%。专家认为投票水平远高于全国平均水平。政治分析师彼得·梅尔舍（Peter Merše）分析：“最大的赢家当然是自由运动党。斯洛文尼亚再次被一些我们从未听说过的新人用来实验。”4月19日至21日举行的提前选举收获7.67%的投票率，创下选举和公投提前投票的最高纪录。
| 政党                   | 政党                                             | 票数      | %      | 席数 | +/– |
| ---------------------- | ------------------------------------------------ | --------- | ------ | ---- | --- |
|                        | 自由运动                                         | 403,663   | 34.54  | 41   | 新  |
|                        | 斯洛文尼亚民主党                                 | 274,934   | 23.53  | 27   | +2  |
|                        | 新斯洛維尼亞－基督教民主黨                       | 80,089    | 6.85   | 8    | +1  |
|                        | 社会民主党                                       | 77,741    | 6.65   | 7    | –3  |
|                        | 左翼党                                           | 51,202    | 4.38   | 5    | –4  |
|                        | 马里安·沙雷茨名单                                | 43,463    | 3.72   | 0    | –13 |
|                        | 让我们连接斯洛文尼亚党                           | 40,006    | 3.42   | 0    | –10 |
|                        | Resni.ca                                         | 33,524    | 2.87   | 0    | 新  |
|                        | 阿伦卡·布拉图舍克党                              | 30,428    | 2.60   | 0    | –5  |
|                        | 健康社会运动                                     | 20,610    | 1.76   | 0    | 新  |
|                        | 我们的未来党和好国家                             | 19,832    | 1.70   | 0    | 0   |
|                        | 海盗党                                           | 19,107    | 1.64   | 0    | 0   |
|                        | 我们的国家党                                     | 17,616    | 1.51   | 0    | 新  |
|                        | 斯洛文尼亚国家党                                 | 17,481    | 1.50   | 0    | –4  |
|                        | 春天 – 绿党                                      | 15,531    | 1.33   | 0    | 新  |
|                        | 为了斯洛文尼亚人民党                             | 8,190     | 0.70   | 0    | 新  |
|                        | 斯洛維尼亞退休者民主黨                           | 7,301     | 0.62   | 0    | –5  |
|                        | 鲍里斯·波波维奇名单 – 让我们把斯洛文尼亚数字化党 | 5,058     | 0.43   | 0    | 新  |
|                        | 家园联盟                                         | 2,060     | 0.18   | 0    | 新  |
|                        | 解放斯洛文尼亚联盟                               | 542       | 0.05   | 0    | 新  |
|                        | 团结斯洛文尼亚运动                               | 164       | 0.01   | 0    | 0   |
| 意大利与匈牙利少数民族 | 意大利与匈牙利少数民族                           |           |        | 2    | 0   |
| 总共                   | 总共                                             | 1,168,542 | 100.00 | 90   | 0   |
|                        |                                                  |           |        |      |     |
| 有效票数               | 有效票数                                         | 1,168,542 | 99.09  |      |     |
| 无效及空白票数         | 无效及空白票数                                   | 10,750    | 0.91   |      |     |
| 总票数                 | 总票数                                           | 1,179,292 | 100.00 |      |     |
| 已登记选民／投票率     | 已登记选民／投票率                               | 1,695,771 | 69.54  |      |     |
| 资料来源：Volitve      |                                                  |           |        |      |     |

## 选后
由罗伯特·戈洛布率领的自由运动党凭借41个议席成为议会最大党。该党承诺会向绿色能源、开放社会及法治方向发展。现任总理亚内兹·扬沙的斯洛文尼亚民主党以27席位居第二。新斯洛維尼亞－基督教民主黨以8席位列第三，之后是7席的社会民主党和5席的左翼党。戈洛布在党部发布视频讲话，宣布胜选，感谢选民以破天荒的投票率鼎力支持。另一方面，总理扬沙向支持者承认落败，表示“结果就是这样，祝贺有关获胜者”。左翼党协调员卢卡·梅塞茨宣布会辞任。
政治分析师认为选民之所以投票给戈洛布，是因为他最有可能战胜扬沙政府，觉得其中有策略性投票的成分，其结果是两大反对党马里安·沙雷茨名单和阿伦卡·布拉图舍克党丢掉了国会议席。值得注意的是，自由运动创下了斯洛文尼亚独立以来单个政党在选举中取得的最多议席。相比之下，胜选的政党也是独立以来最少的，只有5个，2018年的上一届还有9个党。评论人士认为戈洛布虽然在商界成绩斐然，但毫无政治经验，还没决定好党应该优先处理哪些事情，如果执政可能会缺乏合适的人士。《劳工报》的卢卡·利斯亚克·加布里耶尔契奇（Luka Lisjak Gabrijelčič）认为选举结果更像扬沙落败，而不是戈洛布获胜，外国可能只会把这场选举视作反右翼民粹主义斗争的一个脚注，因为大家的注意力都放在同一天的2022年法国总统选举中。
海外媒体将自由运动的相对胜利视作扬沙右翼民粹政府的落败，特别提到扬沙是前美国总统唐納·川普的忠实粉丝、匈牙利总理奧班·維克多的盟友。克罗地亚新闻门户网站Index认为戈洛布有已故总统亚内兹·德尔诺夫舍克的影子，觉得克罗地亚不会出现政治菜菜鸟获选的情况。对于组阁问题，欧洲新闻台认为自由运动有望与“较小的中左翼团体”结成联盟。早在选举之前，戈洛布就说过要和现有的反对党进行合作。丧失议席的社会民主党和左翼党有望结成政治联盟，同时马里安·沙雷茨名单和阿伦卡·布拉图舍克党也在选前讨论过合作。一开始，戈洛布说不排除在某些计划上与斯洛文尼亚民主党及新斯洛文尼亚党进行合作，但强调目前按照宪法规定需要多数票同意的计划并不是首要任务。